# Hemiargus
Genre
Hemiargus est un genre américain de lépidoptères (papillons) de la famille des Lycaenidae. 

## Systématique
Le genre Hemiargus a été décrit par l'entomologiste allemand Jakob Hübner en 1818.
Son espèce type est Hemiargus antibubastus Hübner, 1818 (qui est actuellement considérée comme une sous-espèce d'Hemiargus ceraunus).
Ce genre est classé dans la famille des Lycaenidae, la sous-famille des Polyommatinae et la tribu des Polyommatini.
Il est étroitement apparenté à deux autres genres américains : Echinargus et Cyclargus (certaines de leurs espèces ont d'ailleurs été classées dans le genre Hemiargus par le passé). 

## Liste des espèces et distribution géographique
Le genre Hemiargus compte entre deux et six espèces en fonction des sources ; elles sont toutes originaires des néotropiques ou du Sud du néarctique: 
- Hemiargus hanno (Stoll, [1790]) — Caraïbes, Amérique du Sud.
- Hemiargus ceraunus (Fabricius, 1793) — Sud des États-Unis, Mexique, Amérique centrale, Antilles — parfois considéré comme une sous-espèce d'Hemiargus hanno.
- Hemiargus ramon (Dognin, 1887) — Équateur, Nord du Chili, îles Galápagos.
- Hemiargus martha (Dognin, 1887) — Équateur.
- Hemiargus huntingtoni Rindge & Comstock, 1953 — Mexique, Caraïbes, Colombie.